# Die ideale Gattin (Film)
Die ideale Gattin ist eine deutsche Stummfilm-Komödie des Jahres 1913 aus der Feder von Hanns Heinz Ewers. Der spätere Regisseur Ernst Lubitsch hat darin seinen ersten bekannten Filmauftritt als Darsteller.

## Handlung
Der Junggeselle Paul lebt als einziger Mann in einem Haushalt mit seiner Mutter, seinen Tanten, Schwestern und Cousinen. Sie sind von seinen Neckereien genervt. Selbst bei den Hausangestellten wird er als Störung wahrgenommen.
Seine enttäuschte Miene erhellt sich etwas, als er in der Zeitung eine Annonce der „Krispin Heiratsvermittlung für penible Herren“ entdeckt. Er hinterlässt einen Abschiedsbrief und begibt sich in das Büro des Heiratsvermittlers. Dem klagt er sein Leid mit den grimmigen Frauen. Er sucht eine liebenswürdige Frau, die immer lächelt.
Das von Krispin vermittelte Püppchen hat zwar ein dauerhaftes träumerisches Lächeln, hilft ihm jedoch nicht, als er sich beim Essen an einer Gräte verschluckt. Um ihr das ständige Lächeln abzugewöhnen, verkleidet Paul sich als Einbrecher und will sie in ihrem Bett erschrecken, doch er kann sie nicht verärgern und erntet nur ihr seliges Dauergrinsen.
Mit einem Schlafmittel setzt er sie außer Gefecht und schafft sie in einer großen Transportkiste zurück nach Berlin. In einem Miederwaren- und Brautmodengeschäft kann sie fortan als Schaufensterpuppe lächeln.

## Hintergrund
Der Film entstand nach einer Burleske von Hanns Heinz Ewers und Marc Henry mit Darstellern des Deutschen Theaters Berlin. Die erste nachweisbare Aufführung des Films fand am 19. September 1913 im Prager Kino „Bio Schwan“ statt.
Der Film galt lange als verschollen und wurde bei Bestandserfassungen im Deutschen Bundesarchiv in Koblenz wiederentdeckt. Die restaurierte Fassung wurde erstmals im Rahmen der Retrospektive der Berlinale 2000 aufgeführt. Die erste Veröffentlichung auf DVD erfolgte 2016 im Rahmen der Reihe Edition Filmmuseum als Bonus auf einer Ausgabe des Filmes Der Student von Prag aus demselben Produktionsjahr.